# 张仁祎
张仁祎（621年—678年8月15日），字道穆，中山郡义丰（今河北安国市）人。唐代官员，高宗时期历任侍御史、吏部员外郎、吏部郎中。

## 家世
- 曾祖：张世哲，魏定州昌乐县令、南秦州司马。
- 祖父：张希文，隋定州主簿。
- 父亲：张处平，隋博陵郡察孝廉、唐监察御史、累迁绛州侍中兼霍王府长史、郑王府司马兼口潞二州司马。

## 簡介
- 贞观十八年（644年），对策甲科，起家授岐州参军事。
- 永徽元年（650年），授涿州司法参军事。
- 显庆三年（658年），授齐州司法参军事。
- 参与李世勣灭高句丽战争，为辽东行军判官。
- 麟德二年（665年），敕授宣义郎、行监察御史。
- 乾封二年（667年），敕除殿中侍御史。
- 总章元年（668年）改为侍御史。
- 咸亨元年（670年），敕除太子右司议郎。
- 三年（672年），徙尚书吏部员外郎。
- 上元二年（675年），授勋上骑都尉。
- 仪凤二年（677年），拜尚书吏部郎中。
- 仪凤三年七月廿三日（678年8月15日）卒于雍州胜业里，年五十八。葬洛阳北邙山。

《旧唐书》载有张仁祎两件事：一是时任侍御史的张仁祎与武候将军田仁会不和，被田诬告，唐高宗当庭询问张仁祎，仁祎惶惧，应对失次。其长官御史大夫韦思谦上前为他辩护：“臣与仁祎连曹，颇知事由。仁祎懦而不能自理。若仁会眩惑圣聪，致仁祎非常之罪，即臣亦事君不尽矣。请专对其状。”高宗听后采纳了他的意见。
二是张仁祎任吏部员外郎时，吏部长官李敬玄见他很有才干，就将吏部曹事交给他管理。张仁祎受命主持编纂姓历（即《氏族志》），他处事勤劳，最终劳累因心疾而卒。李敬玄遵循张仁祎所编的全国官员资料，选任官员，天下称其能。  

## 子孙
- 子：张若思